# Tyrinthia patula
Tyrinthia patula là một loài bọ cánh cứng trong họ Cerambycidae.